# Castle (motorfietsenmerk)
Castle is een Amerikaans motorfietsmerk.
Castle is een  Amerikaanse custombouwer (Kenny Castle) die meestal Harley-Davidsons ombouwde maar in 1993 begon met de ontwikkeling van zijn eigen machines. Het blok, een 1485 cc V-twin, die sterke overeenkomsten vertoonde met Harley-Davidson, werd door S&S gebouwd. De eerste serie Castles werd in 1997 gemaakt.